# 富明尼斯足球會
富明尼斯足球會（葡萄牙語：Fluminense Football Club，葡萄牙語發音：[flumiˈnẽsi futʃiˈbɔw ˈklubi]，意译为里约热内卢人），是一間位於里約熱內盧的巴西球會，於1902年7月21日成立。
弗鲁米嫩塞（Fluminense）在葡萄牙語中解作河流，也是当地對里約熱內盧州的一個稱呼。在同市中，最大的對手是法林明高、保地花高和華斯高。

## 起源
Oscar Cox是把足球引入里約熱內盧的人，他曾經在瑞士琉森留學時當球員。他22歲回國後，當時人們對足球一無所知，所以他成立一支小組，招收一些也想玩足球的人。經過在當地和聖保羅比賽後，他們決定成立一間球會。成立大會在1902年7月21日進行，Oscar Cox成為第一任主席。
他們第一場比賽在1902年10月19日進行，富明尼斯在Paysandu木球場以8-0擊敗里約足球會(Rio Football Club)，而球會的第一球由Horácio da Costa Santos射入。而球會第一個錦標在1906年奪得，當時他們奪得全市的冠軍。
在1911年，他們又一次贏得冠軍。不過，球會在年尾面臨重大危機，9名球員在爭論由誰當教練後集體離隊，而且他們決定轉投法林明高。而後來法林明高成立了足球部後，富明尼斯和法林明高的比賽，就變成了同市的打比戰。他們第一次在1912年7月7日進行，富明尼斯即使只有兩名奪冠功臣，而對手差不多擁有所有奪冠功臣，但結果富明尼斯仍以3-2擊敗對手。

## 球迷
球迷會稱為"tricolores"，是因為球隊由三隻顏色組成(紅色、白色和綠色)。
球會其中一首著名的會歌"A Bênção, João de Deus" ("Bless us, John of God"，中文:保佑我，約翰)，是敬重教宗若望保祿二世的作品，因為教宗曾在1980年時首次訪問巴西。而此歌之所以能成名，是因為在同一年，球迷在和華斯高爭奪州聯賽冠軍時，在互射十二碼的階段，球迷唱起這首歌來，結果令富明尼斯擊敗對手。

## 球場
馬拉簡拿球場是富明尼斯的主場，能容納78,838人。

## 榮譽

### 國際性
- 南美自由盃: 1
  - 冠軍：2023

### 全國性
- 巴西足球甲級聯賽：4
  - 冠軍：1970, 1984, 2010, 2012
- 巴西盃: 1
  - 冠軍：2007
- 巴西足球甲級聯賽：1
  - 冠軍：1999

## 著名球員
- 马塞洛
- 蒂亚戈·席尔瓦
- 达里奥·孔卡

## 外部連結
- 官方網站（页面存档备份，存于）
- 新聞網站 （页面存档备份，存于）
- 球迷網站 （页面存档备份，存于）